# وسوکی گارب
وسوکی گارب (به لاتین: Wysoki Garb) یک روستا در لهستان است که در گمینا دوبنگنکی واقع شده‌است.